# Alexander Van der Bellen
Alexander Van der Bellen, född 18 januari 1944 i Wien, är en österrikisk nationalekonom och politiker samt Österrikes förbundspresident sedan 2017. Han var mellan 1997 och 2008 partiledare för De gröna i Österrike. Han ställde upp som oberoende kandidat inför förbundspresidentvalet i april 2016 och kom på andra plats i första valomgången. I Österrike måste en kandidat få absolut majoritet för att kunna bli president. Därför genomfördes den 22 maj 2016 en andra valomgång mellan de två bäst placerade i första valomgången, Norbert Hofer och Van der Bellen. Van der Bellen utropades till segrare efter att ha fått 50,3 procent av rösterna mot Hofers 49,7 procent.
Den 1 juli 2016 ogiltigförklarade den österrikiska författningsdomstolen valet med hänvisning till formella fel som förekommit. Ett omval hölls därför den 4 december 2016, där Van der Bellen åter utropades till segrare efter att ha fått 53,8 procent av rösterna mot Hofers 46,2 procent. Han tillträdde som förbundspresident den 26 januari 2017.

## Presidentvalet 2016
Van der Bellen fick framförallt uppmärksamhet i utländska medier i samband med sin presidentkandidatur inför valet 2016. Han ställde upp som oberoende kandidat och meddelade sin kandidatur några dagar efter årsskiftet 2015–2016. Med facit i hand kom hans kandidatur i ett lämpligt läge. Den österrikiska opinionen var trött på de två stora partierna, Socialdemokraterna och de konservativa, vilket gynnade politiker utanför dessa partier.
Den 24 april 2016 arrangerades första omgången och Van der Bellen fick totalt 21 procent av rösterna. Siffran var mycket hög men lämnades i skuggan då högerpopulisten Norbert Hofer gjorde ett ännu bättre val och fick 35 procent. Eftersom en president i Österrike måste ha stöd av en absolut majoritet hölls en andra omgång den 22 maj samma år. Valet beskrevs som mycket polariserat och handlade främst om flyktingkrisen där Hofer och Van der Bellen representerade två motpoler.
Valet handlade även om presidentämbetet. Hofer hade exempelvis planer på att utöka befogenheterna samtidigt som Van der Bellen inte vill svära in en FPÖ-kandidat som regeringschef i framtiden. Valet avgjordes först efter att poströsterna räknats (en dag efter) och Van der Bellen fick ungefär 31 000 röster mer än Hofer. I procentsatser skilde det 0,7 procent mellan kandidaterna, där Van der Bellen landade på 50,35 procent. Flera av personerna som röstade på Van der Bellen ser dock honom som alltför långt ut på vänsterkanten och ville enbart stoppa Hofer.[källa behövs]
Som president vill Van der Bellen bli en försonlig landsfader och ena det splittrande Österrike. Han förespråkar den samförståndsanda som gett landet välstånd i efterkrigsperioden.
Den 1 juli 2016 ogiltigförklarade den österrikiska författningsdomstolen presidentvalet med hänvisning till formella fel som förekommit, framförallt efter problem med de poströster som avgjorde valet till Van der Bellens fördel. När den tidigare förbundspresidenten avgick den 8 juli 2016 övertogs därför förbundspresidentsämbetet av ett statschefskollegium bestående av nationalrådets talman, förste vice talman och andre vice talman. Norbert Hofer som var andre vice talman kom därför att tillsammans med sina talmanskolleger utöva statschefsämbetet i Österrike fram till dess att en ny president blev vald och kunde tillträda.  I valet den 4 december vann Alexander van der Bellen med 53,79 procent mot Norbert Hofer som fick 46,21 procent. Segern blev denna gång tydligare.

## Personlig bakgrund
Van der Bellen är född i Österrike. Hans fars släkt är av nederländsk härkomst men utvandrade under senare delen av 1700-talet till Ryssland. Hans mor är av balttyskt ursprung. Då familjen Van der Bellen tillhörde aristokratin flydde de 1919 efter ryska revolutionen till det nyligen självständiga Estland. 1940 såg de sig som så många andra balttyskar tvingade att fly än en gång, när Baltikum invaderades av Sovjetunionen. Familjen flydde till Tyskland och fortsatte till Wien i Österrike men var tvungen att återigen fly när Röda armén intog staden i andra världskrigets slutskede. De slog sig ned i den lilla orten Kaunertal i Tyrolen. Trots detta röstade Van der Bellen i sin ungdom på Österrikes kommunistiska parti och var under 1970-talet medlem i Socialdemokraterna. 1992 blev han lockad till De gröna av en av sina doktorander, där han sedermera gjorde politisk karriär och var partiledare 1997–2008.
Alexander Van der Bellen har doktorerat i nationalekonomi och varit professor vid universitet i Innsbruck. Han har även varit verksam vid Wiens universitet.